# Liste der Monuments historiques in Innenheim
Die Liste der Monuments historiques in Innenheim führt die Monuments historiques in der französischen Gemeinde Innenheim auf.

## Liste der Objekte
| Bezeichnung                        | Beschreibung | Standort                       | Kennzeichnung | Schutzstatus | Datum | Bild |
| ---------------------------------- | --- | ------------------------------ | ------------- | ------------ | ----- | ---- |
| Skulptur Maria Immaculata          | Holz, farbig gefasst und vergoldet, 18. Jahrhundert                                                                                | in der Kirche St-Martin (Lage) | PM67000143    | Classé       | 1988  |      |
| Kruzifix                           | Holz, farbig gefasst und vergoldet, vermutlich aus dem 18. Jahrhundert                                                             | in der Kirche St-Martin (Lage) | PM67001652    | Inscrit      | 1986  |      |
| Hauptaltar                         | Altartisch, Tabernakel, Retabel und Gemälde; Holz, farbig gefasst und vergoldet, 18. Jahrhundert, sowie Ölfarbe auf Leinwand, 1833 | in der Kirche St-Martin (Lage) | PM67001282    | Inscrit      | 1988  |      |
| Skulptur Heilige Barbara           | Holz, farbig gefasst und vergoldet, 18. Jahrhundert                                                                                | in der Kirche St-Martin (Lage) | PM67000144    | Classé       | 1988  |      |
| Kruzifix                           | Holz, farbig gefasst und vergoldet, vermutlich aus dem 19. Jahrhundert                                                             | in der Kirche St-Martin (Lage) | PM67001653    | Inscrit      | 1986  |      |
| Skulptur einer heiligen Märtyrerin | Holz, farbig gefasst und vergoldet, 18. Jahrhundert                                                                                | in der Kirche St-Martin (Lage) | PM67001654    | Inscrit      | 1986  |      |